# Quas vestro
Mit der Enzyklika Quas vestro vom 30. April 1841 wandte sich der römisch-katholische Papst Gregor XVI. an die Prälaten von Ungarn. Die Enzyklika trägt den Untertitel „Über die Mischehen“.
Der Papst antwortet auf ein Schreiben, welches ihm der Bischof von Csamad zugesandt hatte. Darin beklagte dieser, dass vermehrt Ehen zwischen Katholiken und Nicht-Katholiken geschlossen würden, ohne dass sie durch die Dispens des Bischofs genehmigt worden seien. Gregor XVI.  unterstrich den Standpunkt der Katholischen Kirche, nämlich das Verbot solcher Ehen. Er verwies deshalb auch auf die Enzykliken seiner Vorgänger und die kanonischen Bestimmungen, die solche Mischehen eindeutig untersagen würden. In den weiteren Ausführungen lobte der Papst die Festigkeit der Bischöfe und forderte sie auf, für die Einhaltung der katholischen Ehen einzutreten.
Des Weiteren forderte der Papst von den Priestern und Prälaten, Vorsichtsmaßnahmen zu ergreifen, damit die Angriffe gegen die Glaubensgrundsätze abgewehrt werden könnten. Als Gefahr betrachtete er, dass bei einer Mischehe die gemeinsame Erziehung im rechten Glauben nicht gewährleistet werden könne, und sich somit die Eheleute sündhaft verhalten würden.